# Bathiorhamnus cryptophorus
Bathiorhamnus cryptophorus là một loài thực vật có hoa trong họ Táo. Loài này được Capuron mô tả khoa học đầu tiên năm 1971.